# Айларов, Ирбек Викторович
Ирбек Викторович Айларов (род. 27 июня 1976) — российский дзюдоист, бронзовый призёр чемпионата России 2001 года в Чебоксарах, мастер спорта России международного класса. Тренер клуба «Нарт» (Владикавказ). Заслуженный тренер России

## Спортивные результаты
- Чемпионат России по дзюдо 2001 года — .

## Известные воспитанники
Среди воспитанников Айларова Феликс Галуаев (1992) — чемпион и призёр чемпионатов России; Фердинанд Карапетян (1992) — призёр чемпионата России, мастер спорта России; чемпион Европы 2018 года (от Армении) Александр Гокоев, Инал Тасоев, Алан Гобозов и другие.